# Elise Neal
Elise Neal (ur. 14 marca 1966 w Memphis w stanie Tennessee, USA) − amerykańska aktorka filmowa.
Role: Yevette w dramacie Hustle & Flow (2005) oraz Hallie McDaniel w horrorze Krzyk 2 (Scream 2, 1997), przypieczętowały jej karierę w Hollywood. Neal współpracowała z takimi reżyserami jak John Singleton, Brian De Palma, Steven Spielberg czy Wes Craven.
Gościnnie pojawiła się w teledysku do utworu Aaliyah "Miss You".
Występowała w serialu komediowym Nadzdolni (A.N.T. Farm), gdzie wcielała się w mamę Chyny i Camerona.

## Wybrana filmografia
- 1997: Krzyk 2 (Scream 2) jako Hallie
- 1997: KasaMowa (Money Talks) jako Paula
- 2005: Hustle & Flow jako Yevette
- 2011: Nadzdolni (A.N.T. Farm) jako Roxanne Parks
- 2014: Aaliyah: The Princess of R&B jako Gladys Knight
- 2017: Logan: Wolverine (Logan) jako Kathryn Munson
- 2017: Tragedy Girls jako pani Hooper